# سابيلو ندزينيسا
سابيلو ندزينيسا (31 يوليو 1991 - ) هو لاعب كرة قدم إسواتيني في مركز الهجوم. شارك مع منتخب إسواتيني لكرة القدم. أما مع النوادي، فقد لعب مع نادي إمبابان سوالوز.

## وصلات خارجية
- سابيلو ندزينيسا على موقع قاعدة بيانات كرة القدم.إي يو (الإنجليزية)
- سابيلو ندزينيسا على موقع ناشيونال فوتبول تيمز (الإنجليزية)
- سابيلو ندزينيسا على موقع Soccerway.com (الإنجليزية)